# Debbie Rochon

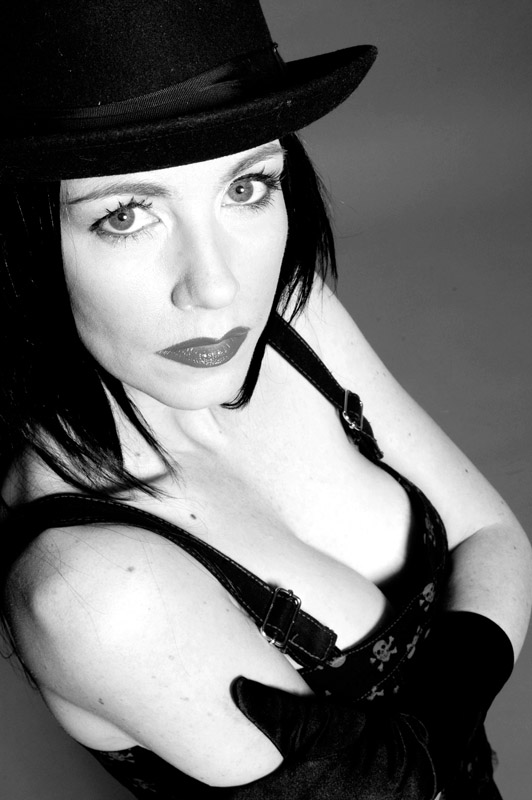
Debbie Rochon (2011)

Debbie Ann Rochon (* 3. November 1968 in Vancouver, British Columbia) ist eine kanadische Schauspielerin.

## Werdegang
Debbie Rochon wuchs in Vancouver auf. Mit zwölf Jahren wurde sie aus ihrer Familie herausgenommen und verbrachte einige Jahre in verschiedenen Pflegeeinrichtungen. Einen Teil ihrer Jugendzeit lebte sie auf der Straße, um sich dem Jugendhilfesystem Kanadas zu entziehen. Im Alter von 12 oder 13 Jahren spielte sie eine kleine Rolle im Film Ladies and Gentlemen, the Fabulous Stains (1982). Als Teenager sparte sie sich Geld zusammen und zog nach dem Ende der Schulzeit nach New York City, wo sie Schauspiel studierte und diverse Theaterrollen spielte. Ihre erste Filmrolle hatte sie an der Seite von Marilyn Chambers.
Sie begann in zahlreichen Independent-Filmen mitzuspielen, insbesondere in Horrorfilmen und ist heute eine der bekanntesten Scream-Queens im B-Film-Bereich. Rochon spielte seit 1988 bislang in über 200 Filmen mit und dreht im Durchschnitt 8 Filme pro Jahr. Daneben arbeitete sie mehrere Jahre als Radiomoderatorin und führte im Rahmen ihrer Kolumne Diary of the Deb Interviews u. a. mit Dee Snider und Tony Timpone für das Fangoria Radio. 2010 stand sie als „Blondie“ in der Horror Webserie The Chainsaw Sally Show vor der Kamera. 2012 drehte sie das Psycho-Horror-Filmdrama The Nightmare Box. Der Film von Jon Keeyes orientiert sich an den frivolen und fröhlichen Festen des 17. Jahrhunderts.
Ihr Schaffen umfasst mehr als 240 Film- und Fernsehproduktionen. Zu ihren bekanntesten Werken zählen mehrere Tromafilme, unter anderem Tromeo & Julia und Terror Firmer.
Am 30. April 2012 bekam sie im Rahmen des „Buffalo Screams Horror Film Festival“ den Titel Honorary Chairperson of the Buffalo Screams Horror Film Festival verliehen. 2013 gab sie mit dem Serienmörder Horror-Film Model Hunger ihr Regie-Debüt. Den Serienmörderfilm drehte sie in Manhattan, sowie Buffalo, New York und mit Lynn Lowry, sowie Tiffany Shepis in den Hauptrollen.
Das Horrormagazin Draculina bezeichnete sie als Scream Queen of the Decade (1990–1999).

## Filmografie (Auswahl)
- 1988: Do you like Women?
- 1989: Vampire’s Kiss
- 1994: Entführt und gepeinigt 2 – Ferien des Grauens (Abducted II: The Reunion)
- 1995: Broadcast Bombshells
- 1995: Cyber Vengeance
- 1996: Tromeo & Julia (Tromeo & Juliet)
- 1999: Terror Firmer
- 2003: Final Examination
- 2006: Poultrygeist: Night of the Chicken Dead
- 2007: Chicago Massacre: Richard Speck
- 2009: Hanger
- 2009: Psychic Experiment
- 2009: Won Ton Baby!
- 2009: Demon Divas and the Lanes of Damnation
- 2010: Attack of the Tromaggot
- 2010: Killer Hoo Ha
- 2010: Slime City Massacre
- 2010: Die Nacht der Zombies (As Night Falls)
- 2011: Sick Boy
- 2011: Exhumed
- 2013: Wrath of the Crows
- 2013: Billy’s Cult
- 2014: Der König von England (Richard the Lionheart: Rebellion)
- 2015: The House of Covered Mirrors
- 2015: Dollface
- 2015: Axe to Grind
- 2015: The Hospital 2
- 2015: Killer Rack
- 2016: She Wolf Rising
- 2016: Trial (Fernsehfilm)
- 2016: Accidental Switch (Fernsehfilm)
- 2017: Freaks
- 2017: Death House
- 2018: Dick Johnson & Tommygun vs. The Cannibal Cop: Based on a True Story
- 2018: Fantasma
- 2020: Shakespeare’s Sh*tstorm
- 2020: Arreola Jones and the Home Video Vixens

## Auszeichnungen
- 1997: Barbarella Award – Best Actress[4]
- 2002: Phantom of the Movies Videoscope – Best Psychette[4]
- 2003: Draculina bezeichnete sie als Scream Queen of the Decade (1990–1999)[4]
- 2004: Aufnahme in die B-Movie Hall of Fame[4]
- 2011: Buffalo Screams Film Festival – Best Actress[4]